# Georg F. Palmroth
Georg F. Palmroth, finski general, * 1881, † 1951.